# 로코포코스
로코포코스 ( Locofocos; Loco Focos; Loco-focos )는 미국에서 1835년부터 1840년 중반까지 있었던 민주당 (미국)의 한 분파이다.
이 분파는 '동일권리당(Equal Rights Party)' 라는 이름으로 처음에 지어졌으며, 뉴욕시에서 탄생되었다.  뉴욕의 민주당 조직(태머니 홀)에 대항하여 만들어진 분파이다.  이 분파는 자유방임주의를 옹호하였고, 독점을 반대하였다.
'로코포코'라는 이름은 "마찰 성냥의 한 종류"에서 나왔는데, 뉴욕의 잭슨파가 타메니 파들이 가스불을 끄고 모임을 방해하려고 할 때 정치 모임을 계속하기 위하여 양초를 키려고 성냥불을 붙인데서 기인하였다.
로코포코스는 1837년의 밀가루 폭동에 관여하였다.